# Японський календар
Японський календа́р (яп. カレンダー) — календар, що використовувався в Японії до 1873 року.
Григоріанський календар був прийнятий у Японії з 1 січня 1873 року. До 1873 року використовувався японський традиційний місячно-сонячний календар, який ґрунтується на китайському календарі. Традиційний календар використовується зараз в основному у церемоніальних, астрологічних та культурних цілях. Система традиційного японського літочислення (рахунок років за імператорами) продовжує й у наші дні широко використовуватись у повсякденному житті.

## Літочислення
Після прийняття григоріанського календаря в Японії використовувались три різні системи літочислення:
- від заснування Японії ко: кі (яп. 皇紀) — давня календарна система, з точкою відліку 660 рік до н. е., коли, за легендою, імператор Дзімму заснував Японську державу;
- від початку правління імператора (яп. 年号 ненго:) — роки рахуються від року початку правління імператора, наприклад, 2012 рік є 24 роком Хейсей;
- від Різдва Христова (наша ера) (яп. 西暦 сейрекі).

З трьох систем дві останні використовуються й сьогодні. Система літочислення від заснування Японії використовувалась з 1873 року й до завершення Другої світової війни.

## Місяці

### Сучасні
Сучасні назви японських місяців перекладаються як «перший місяць», «другий місяць» й т. д., де потрібна цифра поєднується з суфіксом місяць (яп. 月, гацу):
| Січень   | 一月   | ічігатсу      |
| Лютий    | 二月   | нігатсу       |
| Березень | 三月   | сангатсу      |
| Квітень  | 四月   | шігатсу       |
| Травень  | 五月   | ґогатсу       |
| Червень  | 六月   | рокугатсу     |
| Липень   | 七月   | шічігатсу     |
| Серпень  | 八月   | хачігатсу     |
| Вересень | 九月   | кугатсу       |
| Жовтень  | 十月   | джю: гатсу    |
| Листопад | 十一月 | джю: ічігатсу |
| Грудень  | 十二月 | джю: нігатсу  |

Використання арабських цифр для позначення місяця (3月, 2月 й т. д.) широко розповсюджено в Японії й є нормою.

### Традиційні
Кожний місяць традиційного японського календаря має декілька лише йому притаманних назв, що відображають прикмети пори року, характер сільськогосподарських робіт, звичаїв та обрядів
Основою давнього японського календаря був китайський місячний календар. Рік за місячним календарем починається на 3-7 тижнів пізніше григоріанського року, так що перший місяць традиційного календаря зовсім не дорівнює січню.
| 1-й місяць  | 睦月                   | муцукі                     | місяць дружби                                                                                  |
| 2-й місяць  | 如月 чи 衣更着         | кісарагі або кінусарагі    | місяць одягу, або тюсюн — середина весни                                                       |
| 3-й місяць  | 弥生                   | яйоі                       | місяць зростання                                                                               |
| 4-й місяць  | 卯月                   | удзукі                     | місяць унохана або уцугі, унохана — це кущ, різновид дейції                                    |
| 5-й місяць  | 皐月 або 早月 або 五月 | сацукі                     | місяць рисових посівів, або тюка — середина літа                                               |
| 6-й місяць  | 水無月                 | мінацукі або мінадзукі     | місяць без води                                                                                |
| 7-й місяць  | 文月                   | фумідзукі або фудзукі      | місяць написання поезії                                                                        |
| 8-й місяць  | 葉月                   | хадзукі                    | місяць листя, що обпадає або цукімідзукі — місяць любування місяцем, або тюсю — середина осені |
| 9-й місяць  | 長月                   | нагацукі                   | місяць довгих ночей, або кікудзукі — місяць хризантем                                          |
| 10-й місяць | 神無月                 | камінадзукі або каннадзукі | місяць без богів, або камінарі — місяць без грому, або камінасу — місяць приготування саке     |
| 11-й місяць | 霜月                   | сімоцукі                   | місяць інея, або тюто — середина зими                                                          |
| 12-й місяць | 師走                   | сівасу                     | місяць закінчення робіт                                                                        |

### Сезони
Рік ділиться на 24 сезони, згідно китайського сільськогосподарського календаря, який японці запозичили у китайців.
Ці сезони враховуються під час обрання кімоно й кандзасі, прикрас для зачісок, особливо гейшами.

### Тижні
Японці використовують звичайний тиждень з семи днів, що відповідає західному календарю. Семиденний тиждень в Японії використовувався для астрологічних й деяких інших цілей ще до прийняття григоріанського календаря.
Фукудзава Юкіті був ключовою постаттю у рішенні прийняття цієї системи як офіційної. Назви днів походять від місяця й сонця (інь та янь), а також від назв п'яти видимих планет, які, у свою чергу, носять імена на честь п'яти китайських елементів (дерево, вогонь, земля, метал, вода).
| Японський | Кирилиця   | Елемент                   | Українська назва |
| --------- | ---------- | ------------------------- | ---------------- |
| 日曜日    | нітійо: бі | Сонце                     | Неділя           |
| 月曜日    | гецуйо: бі | Місяць                    | Понеділок        |
| 火曜日    | кайо: бі   | Вогонь (Марс)             | Вівторок         |
| 水曜日    | суййо: бі  | Вода (Меркурій (планета)) | Середа           |
| 木曜日    | мокуйр: бі | Дерево (Юпітер (планета)) | Четвер           |
| 金曜日    | кін'йо: бі | Метал (Венера (планета))  | П'ятниця         |
| 土曜日    | дойо: бі   | Земля (Сатурн (планета))  | Субота           |

Місяць також ділиться на три 10-ти денних періоди (декади). Кожний називаєтьсядзюн (яп. 旬). Перший дзьо: дзюн (яп. 上旬), другий тю: дзюн (яп. 中旬), третій гедзюн (яп. 下旬).
Ці назви часто використовуються для вказівки приблизного часу, наприклад: «температура звичайна для дзьо: дзюн» квітня"

### Дні
Кожний день місяця має систематичне ім'я:
| 1  | 一日 | цуйтаті (іноді ітідзіцу) | 11 | 十一日 | дзю: ітініті  | 21 | 二十一日 | нідзю: ітініті  |
| 2  | 二日 | фуцука                   | 12 | 十二日 | дзю: ітініті  | 22 | 二十二日 | нидзю: нініті   |
| 3  | 三日 | мікка                    | 13 | 十三日 | дзю: санніті  | 23 | 二十三日 | нідзю: санніті  |
| 4  | 四日 | йокка                    | 14 | 十四日 | дзю: йокка    | 24 | 二十四日 | нідзю: йокка    |
| 5  | 五日 | іцука                    | 15 | 十五日 | дзю: гоніті   | 25 | 二十五日 | нідзю: гоніті   |
| 6  | 六日 | муйка                    | 16 | 十六日 | дзю: рокуніті | 26 | 二十六日 | нідзю: рокуніті |
| 7  | 七日 | нанока                   | 17 | 十七日 | дзю: сітініті | 27 | 二十七日 | нідзю: сітініті |
| 8  | 八日 | йо: ка                   | 18 | 十八日 | дзю: хатініті | 28 | 二十八日 | нідзю: хатініті |
| 9  | 九日 | коконока                 | 19 | 十九日 | дзю: куніті   | 29 | 二十九日 | нідзю: куніті   |
| 10 | 十日 | то: ка                   | 20 | 二十日 | хацука        | 30 | 三十日   | сандзю: ніті    |
|    |      |                          |    |        |               | 31 | 三十一日 | сандзю: ітініті |

Використовування арабських, а не японських цифр для позначення днів (13日, 14日 й т. д.) широко поширено і є практично нормою.
Цуйтаті — це зменшувальна форма від «цукітаті», що означає перший день місяця. У традиційному календарі останній день місяця носить ім'я місока (яп. 晦日). Сьогодні числа 28-31 плюс «ніті» зустрічається набагато частіше. Але «місока» використовується, наприклад у контактах, договорах й т. д., вказуючи, що оплата повинна бути здійснена в останній день місяця, не має значення, якого числа. Останній день року — це о:місока (яп. 大晦日, великий останній день), й цей термін все ще широко використовувався